# Geniates fuscescens
Geniates fuscescens är en skalbaggsart som beskrevs av Lorenzo Camerano 1878. Geniates fuscescens ingår i släktet Geniates och familjen Rutelidae. Inga underarter finns listade i Catalogue of Life.